# The Cell
Série The Cell
The Cell 2
(2009)
Pour plus de détails, voir Fiche technique et Distribution.
The Cell est un thriller germano-américain, réalisé par Tarsem Singh, sorti en 2000.

## Synopsis
Carl Rudolph Stargher (Vincent D'Onofrio) est un tueur en série particulièrement vicieux. Arrêté, il sombre dans le coma à la suite d'une crise de schizophrénie, sans révéler le lieu où se trouve sa dernière proie, qu'une mort atroce attend.
Afin de la sauver, Catherine Deane (Jennifer Lopez), une psychologue pour enfants, doit littéralement entrer dans les pensées de l'assassin, à l'aide d'une technologie expérimentale. Le cerveau de Stargher n'est pas seulement un endroit effrayant, c'est aussi un piège pour Catherine.

## Fiche technique
Sauf indication contraire, les informations mentionnées dans cette section peuvent être confirmées par la base de données cinématographiques IMDb,  présente dans la section « Liens externes ».
- Titre original et français : The Cell
- Titre québécois : La Cellule
- Réalisation : Tarsem Singh
- Scénario : Mark Protosevich
- Musique : Howard Shore
- Direction artistique : Michael Manson et Geoff Hubbard
- Décors : Tom Foden et Tessa Posnansky
- Costumes : Eiko Ishioka et April Napier
- Photographie : Paul Laufer
- Son : Robert J. Litt, Kevin E. Carpenter, Michael Herbick
- Montage : Robert Duffy et Paul Rubell
- Production : Julio Caro, Eric McLeod et Tommy Turtle (non crédité)

Coproduction : Mark Protosevich et Stephen J. Ross
Production déléguée : Donna Langley et Carolyn Manetti
Production associée : Nico Soultanakis
- Sociétés de production[1] : Caro-McLeod, RadicalMedia et Avery Pix (non crédité)
  - Avec la participation de New Line Cinema
  - En association avec Katira Productions GmbH & Co. KG
- Sociétés de distribution[1] :
  - États-Unis : New Line Cinema
  - Allemagne : Kinowelt Filmverleih
  - France : Metropolitan Filmexport
  - Canada : Alliance Atlantis Communications
  - Belgique : RCV Film Distribution
- Budget : 33 millions de $[2]
- Pays d'origine :  Allemagne,  États-Unis
- Langue originale : anglais
- Format[3] : couleur (DeLuxe) - 35 mm - 2,39:1 (Panavision) - son DTS | Dolby Digital | SDDS
- Genre : Horreur, science-fiction et thriller
- Durée : 107 minutes / 109 minutes (director's cut version allemande)
- Dates de sortie[4] :
  - États-Unis : 17 août 2000 (première au Century City), 18 août 2000 (sortie nationale)
  - Canada : 18 août 2000
  - France : 18 octobre 2000
  - Belgique : 8 novembre 2000
  - Allemagne : 23 novembre 2000
- Classification[5] :
  -  États-Unis : Interdit aux moins de 17 ans (R – Restricted)[Note 1].
  -  Allemagne : Interdit aux moins de 18 ans (FSK 18).
  -  France : Interdit aux moins de 12 ans (visa d'exploitation no 100797 délivré le 19 octobre 2000)[6].

## Distribution
- Jennifer Lopez (VF : Déborah Perret ; VQ : Linda Roy) : Catherine Deane
- Vince Vaughn (VF : Jean-Philippe Puymartin ; VQ : Daniel Picard) : Peter Novak, agent du FBI
- Vincent D'Onofrio (VF : Christian Bénard ; VQ : François Sasseville) : Carl Rudolph Stargher
- Jake Weber (VF : Éric Legrand ; VQ : Sébastien Dhavernas) : Gordon Ramsey, agent du FBI
- Dylan Baker (VF : Yves Beneyton ; VQ : Daniel Lesourd) : Henry West
- Marianne Jean-Baptiste (VF : Denise Metmer ; VQ : Christine Séguin) : Dr Miriam Kent
- Patrick Bauchau (VF : Bernard Alane) : Lucien Baines
- Gerry Becker : Dr Barry Cooperman
- Tara Subkoff (VF : Véronique Alycia) : Julia Hickson
- Catherine Sutherland (en) : Anne Marie Vicksey
- Jake Thomas : Carl Stargher jeune
- Colton James : Edward Baines
- Dean Norris (VQ : Mario Desmarais) : Cole, agent du FBI
- John Cothran Jr. : Stockwell, agent du FBI
- Jack Conley : Brock, agent du FBI
- Kamar De Los Reyes (en) : l'officier Alexander
- Musetta Vander : Ella Baines
- James Gammon (VF : Michel Barbey ; VQ : Vincent Davy) : Teddy Lee, agent du FBI
- Pruitt Taylor Vince (VF : Claude Brosset) : Dr Reid
- Joe La Piana : l'agent du FBI K-9
- Christopher Janney : un membre du SWAT
- Nicholas Cascone (de) : un technicien du FBI
- Kim Chizevsky-Nicholls (en) : une victime de Stargher
- Jennifer Day, Alanna Vicente, Aja Echols, Vanessa Branch, Elena Maddalo : les victimes de Stargher
- Gareth Williams : le père de Stargher
- Tim : Valentine
- Lauri Johnson (en) : Mme Hickson
- Calvi Pabon : la fille dans un rêve
- Peter Sarsgaard : le fiancé de Julia Hickson
Version française
  - Studio de doublage : L'Européenne du Doublage[7]
  - Direction artistique : Danielle Perret
  - Adaptation : Déborah Perret

Sources et légende : Version française (VF) sur DSD Doublage

## Autour du film[9]

### Anecdotes
- De nombreuses visions présentes dans le film sont directement inspirées de l'art contemporain et de l'Art moderne, avec des références directes à Damien Hirst, Francis Bacon et Salvador Dalí, et sans doute des influences de H. R. Giger, Odd Nerdrum, Les frères Quay ou encore Hans Bellmer.
- Le scénario offre des ressemblances frappantes avec le roman The Dream Master par l'écrivain américain Roger Zelazny, dans lequel un thérapeute pénètre dans l’esprit de ses patients afin de tenter de les guérir grâce à la « neuroparticipation », une forme de cure psychique ; le psychanalyste finira piégé dans un de ces mondes intérieurs.
- The Cell est le premier long métrage du réalisateur indien Tarsem Singh. Diplômé de l'Art Center de Passadena, son sens artistique exceptionnel et ses qualités narratives ont fait de lui l'un des plus éminents réalisateurs de films publicitaires et de clips vidéo aux États-Unis.
- Pour les besoins du film, le décorateur Tom Foden a conçu une cellule de 2,5 m de côtés entièrement recouverte de carrelage, encastrée dans une paroi de verre de 8 cm d'épaisseur. Équipée d'un système d'adduction d'eau, cette geôle s'emplit petit à petit, constituant un piège mortel pour qui est prisonnier. D'une capacité de 15 625 litres, elle pèse, une fois remplie, plus de 15 tonnes. Tarsem Singh explique que, «l'idée était de traduire la sensation de claustrophobie».
- Deux semaines après la sortie en France de The Cell, un fan parisien de l'auteur de bande dessinée Keno don rosa lui enverra une lettre ou il décrit un pitch d'idée très proche de celui de The Cell qui sera plus tard réutilisé pour écrire l'un des plus grands chefs-d'œuvre du scénariste, la bande dessinée Le rêve de toute une vie ! . L'auteur ne découvrira le film qu'à postériori, et fera le lien après la sortie de la BD.

### Commentaire
Le réalisateur d'origine indienne Tarsem Singh s'est fait connaître avec le vidéo-clip très remarqué (et primé) du groupe R.E.M., « Losing my religion », en 1991. Par la suite il s'est surtout illustré dans la publicité. Pour cette raison, The Cell a été qualifié de film vidéo clip par de nombreux critiques,[réf. souhaitée] lesquels peuvent être classés en deux groupes, ceux pour qui le film est la démonstration qu'être un bon réalisateur de clips ne suffit pas à faire un bon cinéaste, et ceux pour qui The Cell constitue malgré tout une bonne surprise.

### Critiques
En regard du box-office, The Cell a reçu des critiques positives. Il obtient 46 % d'avis positifs sur Rotten Tomatoes, sur la base de 146 commentaires collectées, concluant que « The Cell est inquiétant, demeurant un régal pour les yeux, mais miné par une intrigue faible et peu profonde qui offre rien de nouveau. ». Il est évalué à 3,0/5 pour 21 critiques de presse sur Allociné.

« (...) The Cell recycle le schéma du Silence des agneaux en y ajoutant une obscure symbolique aquatique et une tonne d'arabesques numérisées, sans jamais atteindre la frayeur ni la cruauté de son modèle. »

— Grégoire Bénabent, Chronic'art.com, 18 octobre 2000.

« The Cell, superprode dégoulinante de pulsions sales et de byzantinisme gore, en ce sens, est une date. »

— Didier Péron, Libération, 18 octobre 2000.

## Distinctions
Entre 2000 et 2001, The Cell a été sélectionné 38 fois dans diverses catégories et a remporté 9 récompenses,.
| Année | Festivals de cinéma                                                                                     | Catégorie / Récompense                                                                  | Nommé(es) / Lauréat(es)                                      | Nommé(es) / Lauréat(es) |
| ----- | --- | --------------------------------------------------------------------------------------- | ------------------------------------------------------------ | ----------------------- |
| 2000  | Communauté du circuit des récompenses (Awards Circuit Community Awards (ACCA))                          | Meilleure direction artistique                                                          | Tom Foden                                                    | Nomination              |
| 2000  | Communauté du circuit des récompenses (Awards Circuit Community Awards (ACCA))                          | Meilleure conception de costumes                                                        | Eiko Ishioka et April Napier                                 | Nomination              |
| 2000  | Communauté du circuit des récompenses (Awards Circuit Community Awards (ACCA))                          | Meilleur maquillage                                                                     | -                                                            | Nomination              |
| 2000  | Prix Bram-Stoker                                                                                        | Meilleur scénario                                                                       | Mark Protosevich                                             | Nomination              |
| 2001  | Académie des films de science-fiction, fantastique et d'horreur - Prix Saturn                           | Meilleur film de science-fiction                                                        | -                                                            | Nomination              |
| 2001  | Académie des films de science-fiction, fantastique et d'horreur - Prix Saturn                           | Meilleure actrice                                                                       | Jennifer Lopez                                               | Nomination              |
| 2001  | Académie des films de science-fiction, fantastique et d'horreur - Prix Saturn                           | Meilleurs costumes                                                                      | Eiko Ishioka et April Napier                                 | Nomination              |
| 2001  | Académie des films de science-fiction, fantastique et d'horreur - Prix Saturn                           | Meilleur maquillage                                                                     | Michèle Burke, Edouard F. Henriques et KNB                   | Nomination              |
| 2001  | Association du cinéma et de la télévision en ligne Online Film & Television Association                 | Prix OFTA de la meilleure direction artistique et des meilleurs décors                  | Tom Foden, Geoff Hubbard, Michael Manson et Tessa Posnansky  | Lauréat                 |
| 2001  | Association du cinéma et de la télévision en ligne Online Film & Television Association                 | Prix OFTA de la meilleure conception de costumes                                        | Eiko Ishioka et April Napier                                 | Lauréat                 |
| 2001  | Association du cinéma et de la télévision en ligne Online Film & Television Association                 | Meilleur premier long métrage                                                           | Tarsem Singh                                                 | Nomination              |
| 2001  | Association du cinéma et de la télévision en ligne Online Film & Television Association                 | Meilleurs effets visuels                                                                | Clay Pinney et Kevin Tod Haug                                | Nomination              |
| 2001  | Association turque des critiques de cinéma Turkish Film Critics Association (SIYAD) Awards              | Meilleur film étranger                                                                  | (18e place)                                                  | Nomination              |
| 2001  | Guilde des directeurs artistiques                                                                       | Film d'époque ou fantastique                                                            | Tom Foden, Guy Hendrix Dyas, Geoff Hubbard et Michael Manson | Nomination              |
| 2001  | Guilde des maquilleurs et coiffeurs hollywoodiens Hollywood Makeup Artist and Hair Stylist Guild Awards | Meilleur maquillage d'effets spéciaux dans un long métrage                              | Jake Garber                                                  | Nomination              |
| 2001  | Guilde des maquilleurs et coiffeurs hollywoodiens Hollywood Makeup Artist and Hair Stylist Guild Awards | Meilleure coiffure innovante                                                            | -                                                            | Nomination              |
| 2001  | Guilde internationale de l'horreur                                                                      | Meilleur film                                                                           | -                                                            | Nomination              |
| 2001  | MTV Movie Awards                                                                                        | MTV Movie Award de la meilleure actrice habillée                                        | Jennifer Lopez                                               | Lauréat                 |
| 2001  | MTV Movie Awards                                                                                        | Meilleure performance féminine                                                          | Jennifer Lopez                                               | Nomination              |
| 2001  | MTV Movie Awards                                                                                        | Meilleur méchant                                                                        | Vincent D'Onofrio                                            | Nomination              |
| 2001  | Oscars du cinéma,                                                                                       | Meilleurs maquillages                                                                   | Michèle Burke et Edouard F. Henriques                        | Nomination              |
| 2001  | Political Film Society                                                                                  | Nommé au Prix PFS de la Paix                                                            | -                                                            | Nomination              |
| 2001  | Prix des jeunes artistes                                                                                | Meilleur jeune acteur âgé au maximum de 10 ans dans un film                             | Jake Thomas                                                  | Nomination              |
| 2001  | Prix du divertissement à succès                                                                         | Prix du divertissement à succès de la meilleure actrice dans un film de science-fiction | Jennifer Lopez                                               | Lauréat                 |
| 2001  | Prix du divertissement à succès                                                                         | Meilleur acteur dans un film de science-fiction                                         | Vince Vaughn                                                 | Nomination              |
| 2001  | Prix du divertissement à succès                                                                         | Meilleur acteur dans un second rôle dans un film science-fiction                        | Vincent D'Onofrio                                            | Nomination              |
| 2001  | Prix du jeune public                                                                                    | Meilleur film Horreur / Thriller                                                        | -                                                            | Nomination              |
| 2001  | Prix du public                                                                                          | Actrice de cinéma préférée                                                              | Jennifer Lopez                                               | Nomination              |
| 2001  | Prix Fangoria Chainsaw                                                                                  | Prix Chainsaw du meilleur acteur dans un second rôle                                    | Vincent D'Onofrio                                            | Lauréat                 |
| 2001  | Prix Fangoria Chainsaw                                                                                  | Prix Chainsaw du meilleur compositeur                                                   | Howard Shore                                                 | Lauréat                 |
| 2001  | Prix Fangoria Chainsaw                                                                                  | Prix Chainsaw du meilleur maquillage / créature FX                                      | Michèle Burke                                                | Lauréat                 |
| 2001  | Prix Fangoria Chainsaw                                                                                  | Meilleur film à large diffusion                                                         | -                                                            | Nomination              |
| 2001  | Prix Fangoria Chainsaw                                                                                  | Meilleur scénario                                                                       | Mark Protosevich                                             | Nomination              |
| 2001  | Société des critiques de films de Phoenix                                                               | Prix PFCS de la meilleure photographie                                                  | Paul Laufer                                                  | Lauréat                 |
| 2001  | Société des critiques de films de Phoenix                                                               | Meilleure conception de costumes                                                        | Eiko Ishioka                                                 | Nomination              |
| 2001  | Société des critiques de films de Phoenix                                                               | Meilleur maquillage                                                                     | Michèle Burke et Edouard F. Henriques                        | Nomination              |
| 2001  | Société des critiques de films de Phoenix                                                               | Meilleurs effets visuels                                                                | Kevin Tod Haug                                               | Nomination              |
| 2001  | Taurus - Prix mondiaux des cascades                                                                     | Prix Taurus du meilleur travail de cascadeurs.                                          | Jill Brown                                                   | Lauréat                 |